# Aeroportul Fangatau
Aeroportul Fangatau (IATA: FGU, ICAO: NTGB) este un aeroport din îles Tuamotu-Gambier⁠(d), Polinezia Franceză, Franța ce deservește zona Fangatau⁠(d). Aeroportul a fost tranzitat în 2022 de 2.128 de pasageri. A fost deschis în 1978 și numit după zona deservită.
Situat la o altitudine de 3 m, aeroportul dispune de o singură pistă.